# Col Cajon
Le col Cajon (Cajon Pass en anglais) est un col de montagne, situé entre les montagnes de San Bernardino et les montagnes de San Gabriel, dans le sud de la Californie (États-Unis). Il a été créé par le mouvement de la faille de San Andreas. Le col est un lien économique important entre le bassin de Los Angeles à la vallée de Victor et le désert des Mojaves, incluant Las Vegas.